# Dicranomyia pervincta
Dicranomyia pervincta är en tvåvingeart. Dicranomyia pervincta ingår i släktet Dicranomyia och familjen småharkrankar.

## Underarter
Arten delas in i följande underarter:
- D. p. percelestis
- D. p. pervincta